# MA3作戦
MA3作戦は、第二次世界大戦中の1940年6月に地中海東部で行われたイギリスおよびオーストラリア軍の作戦。目的は3つの船団の運行の援護であった。

## 作戦内容
援護対象の船団は、マルタからエジプトへ向かう船団二つと、ギリシャからエジプトへ向かう船団一つであった。前者は戦争の開始によりマルタで立ち往生していた商船であった。
3つの船団は6月30日にマタパン岬の南のK地点を通る予定で、そこには戦艦「ロイヤル・サブリン」（第1戦艦戦隊司令官Henry Pridham-Wippell少将の旗艦）、「ラミリーズ」、空母「イーグル」、駆逐艦7隻が展開し、マルタからの船団援護には第7巡洋艦戦隊（ジョン・トーヴィー中将）の軽巡洋艦「オライオン」（旗艦）、軽巡洋艦「リヴァプール」、「シドニー」、「グロスター」、「ネプチューン」が、エーゲ海からの船団の護衛は第3巡洋艦戦隊の軽巡洋艦「ケープタウン」（Renouf少将の旗艦）、「カレドン」と駆逐艦「ガーランド」、「ヌビアン」、「モホーク」、「ヴァンパイア」が当たる計画であった。作戦全体の指揮を執るのはトーヴィー中将であった。

## 作戦経過
6月26日に「カレドン」、「ガーランド」、「ヴァンパイア」がアレクサンドリアから出撃し、「ケープタウン」、「ヌビアン」、「モホーク」と合流。6月28日に船団と合流し、船団は7月2日と3日にアレクサンドリアとポートサイドに到着した。
第7巡洋艦戦隊は6月27日にアレクサンドリアから出撃し、K地点へと向かった。
6月28日、第7巡洋艦戦隊はイタリア駆逐艦発見の報告を受けて攻撃に向かい、イタリアの駆逐艦「エスペロ」、「ゼフィーロ」、「オストロ」と交戦して「エスペロ」を撃沈した（エスペロ船団の戦い）。
これ以外に、この作戦の一部として出撃した駆逐艦「ヴォイジャー」、「デインティ」、「デコイ」、「ディフェンダー」、「アイレクス」がイタリア潜水艦「コンソーレ・ジェネラーレ・リウッツィ」と「ウエビ・セベリ」を沈めた。

## 結果
イタリア駆逐艦との戦闘の結果、多数の弾薬を消費した巡洋艦が補給のため帰還しなくてはならなくなった。
その結果マルタからの船団は出航が延期されることになり、後日別の作戦（MA5作戦）が実行されることとなり「カラブリア沖海戦」が生起した。